# Молчановский район
Молча́новский район — административно-территориальная единица (район) и муниципальное образование (муниципальный район) в центральной части Томской области России.
Административный центр района — село Молчаново, расположено в 196 км от г. Томска.

## География
Молчановский район расположен в пойме двух больших рек — Обь и Чулым, место слияния которых географически является центром этого региона. На севере Молчановский район граничит с Верхнекетским, на западе — с Колпашевским и Чаинским, на юге — с Бакчарским и Кривошеинским и на востоке — с Асиновским районами Томской области.
Молчановский район приравнен к районам Крайнего Севера.

## История
Молчановский район — территория исторического проживания южных селькупов (группа тюйкум) и распространения молчановского и чулымского диалектов южноселькупского языка.
Административный центр — село Молчаново ведёт свою историю с 1702 года, когда на левом берегу Оби русскими казаками Молчановым и Лавровым была заложена деревня Молчанова, также имевшая и второе наименование — деревня Лаврова (использовались также наименования Молчаново и Лаврово). С середины XIX века село (была выстроена церковь — признак смены статуса с деревни на село) получило статус села казённого, инородческого.
Первоначально земли современного Молчановского района относились к части Николаевской волости Томского уезда. В 1899 году Молчаново было резиденцией писаря томских низовых инородческих волостей.
В 1912 году возникла самостоятельная Молчановская волость в составе Томского уезда, село Молчаново получило статус административного центра. Весной 1917 года было создано Молчановское волостное земское собрание (орган российского земского самоуправления).
В 1920—1924 действовал волостной исполком Совета рабочих, крестьянских и красноармейских депутатов, реорганизованный в райисполком Совета депутатов (годы действия Совета и райисполкома: 1924—1930, 1939—1963, 1965—1993). Однако главным фактическим органом власти, как и по всей стране, являлся орган коммунистической партии. В селе Молчаново действовал райком партии (РКП(б), ВКП(б), КПСС) — в 1924—1930, 1939—1962, 1965—1991 годах.
Постановлением Сибревкома от 4 сентября 1924 года была образована Молчановская укрупненная волость (район), куда, кроме Молчановской, вошли Инкинская, Новоалександровская, Амбарцевская волости Томского уезда и два населённых пункта Тискинской волости Нарымского уезда. Первоначально волость входила в Томский уезд Томской губернии, а с 9 декабря 1925 года — в Томский округ Сибирского края (волость уже переименована в район). Постановлением ВЦИК от 20 июня 1930 года Молчановский район был присоединен к Кривошеинскому. Согласно Указу Президиума Верховного Совета РСФСР и решению Новосибирского облисполкома, Молчановский район с 27 февраля 1939 года был вновь восстановлен в своём статусе. Во время проходившей в 1960-х годах реформы административного деления СССР 8 февраля 1963 года уже Томский облисполком принял решение о ликвидации Молчановского района и присоединении его территории к Кривошеинскому. С января 1965 года Молчановский район был восстановлен в прежних границах.
Территория последовательно находилась в административно-территориальном составе:
- до мая 1925 года — в составе Томской губернии;
- 1925—1930 — в составе Томского округа Сибирского края;
- 1930—1937 — в составе Западно-Сибирского края;
- 1937—1944 — в составе Новосибирской области;
- с 1944 — в составе Томской области.

В начале 1990-х была создана районная администрация, в 2000-х — администрация муниципального образования «Молчановский район».
Русское население Молчанова и волости занималось сельских хозяйством (земледелие, выращивание овса). «Важным занятием русских и инородцев было рыболовство, с середины XVIII века молчановские крестьяне Лавровы и Сысоевы владели рыболовными местами на Оби. Занимались молчановцы также пчеловодством, в середине XIX века жителям села принадлежало ок. 900 пчелиных ульев. Имелось питейное заведение, хлебозапасный магазин… работало 6 торговых лавок, 2 маслодельных завода.»
Со второй половины XIX века началось бурное развитие торговли в Сибири, связанной с становлением пароходного судоходства по Оби. В Молчаново начинает действовать пароходная пристань, необходимая местным купцам в том числе для обеспечения Томска дровяным топливом. В 1911 году организовано Молчановское лесничество, начавшее заниматься охраной и рациональной эксплуатацией лесов.
В 1910 году усилиями известного томского просветителя П. И. Макушина в Молчанове была открыта народная сельская библиотека, на базе которой в 1925-м была вновь создана изба-читальня. Здесь впервые в 1927 состоялся показ кинофильма, привезённого из Томска.
В годы Первой мировой войны в Молчаново и близлежащих сёлах, а также из рядом расположенного Нарымского края сложилась фракция ссыльных революционеров из партий социалистов-революционеров и социал-демократов.
Особых событий в период Гражданской войны в волости не случилось.
В 1927—1929 появился Молчановский леспромхоз, на котором работали в основном заключённые (зеки) Сибулона (позднее — Сиблаг ОГПУ/НКВД) и спецпереселенцы, поставлявшие лес на Молчановский лесозавод. Позднее были созданы колхозы.
В статусе спецпереселенца высылаются в северные районы Сибкрая (прежде всего Нарымский округ и Межрайонная Шегарская спецкомендатура ОГПУ/Сиблага), территория будущего Молчановского района становится частью ГУЛАГа. На территории района были поселения спецпереселенцев нынешних Алтая, Новосибирской
области, а также граждан Польши, Западной Украины, Западной Белоруссии, Эстонии, Латвии, Литвы и немцев Поволжья. ГУЛАГ дал некоторое экономическое развитие, в том числе регулярное авиасообщение самолётами типа ПО-2 с Новосибирском для офицеров НКВД.
В 1930-м Молчановская каменная церковь во имя Преображения Господня (как и большинство томских сельских церквей) была разгромлена активистами ВЛКСМ и ВКП(б), здание было приспособлено под Районный Дом социалистической культуры. После 1945 года здание было изъято из учреждений культуры и приспособлено под районную телеграфно-телефонную станцию. В тот же год начала издаваться газета — орган райкома ВКП(б) «Социалистический путь», переименованная позже в «Знамя коммунизма», после 1992 это газета «Знамя».
В 1933 году была создана промартель «Нарымский кожевник» (с 1946 — промартель «Искра» в составе кожевенного, овчинного, клееваренного, мыловаренного, сапожного, пимокатного цехов. С 1941 работал Промышленный комбинат Молчановского райисполкома. В 1930—1960 действовала Тунгусовская машинно-тракторная станция. С 1920 по 1929 действовал работающий на продукции массовых лесозаготовок Нижне-Чулымский (Обско-Чулымский) лесозаготовительный участок.
Во время Великой Отечественной войны все предприятия района работали в напряженном режиме, всё делалось для приближения Победы.
В 1944 образована Молчановская моторно-рыболовецкая станция, начал работать рыбозавод (1942—1964), с 1945 действовал кирпичный завод. Действовали маслозаводы в сёлах Максимовка, Молчаново, Таткино, Тунгуссово, Стражень, перерабатывающие молочную продукцию окрестных колхозов. Молчановский в 1974 был преобразован в завод сухого обезжиренного молока. В 1980-х работали асфальтовый завод, элеватор, пищекомбинат, сельхозтехника. С 1980-х на территории района расположены подразделения предприятия Магистральных нефтепроводов Центральной Сибири, предприятия промстройматериалов, Молчановское ДРСУ. Работает Молчановская метеостанция.
В начале 1990-х большинство предприятий района оказались неконкурентоспособными и закрылись, к концу 1990-х район перешёл в разряд депрессивных. В начале 2000-х компании нефтяной и газовой промышленности, отрасль магистральных трубопроводов вдохнули в район новую жизнь, которая нашла и культурное подтверждение: возрождаются казацкие фольклорные коллективы, строятся новые храмы (в том числе, с 1989, строится Свято-Никольский женский монастырь). Действует могочинский Музей имени А. С. Пушкина.
В 60-е годы XX века в районе горки (могильника) Рёлка близ райцентра археологами Томского университета Л.А. Чиндиной и В.И. Матющенко открыт археологический памятник VI—VIII вв. н.э. самобытной рёлкинской культуры.

## Население
| 1926    | 1939    | 1944    | 1969    | 1989    | 1992    | 1998    |
| ------- | ------- | ------- | ------- | ------- | ------- | ------- |
| 14 856  | ↗26 245 | ↗28 100 | ↘25 511 | ↘19 100 | ↗19 600 | ↘16 900 |
| 2002    | 2007    | 2008    | 2009    | 2010    | 2011    | 2012    |
| ↘15 591 | ↘14 425 | ↘14 300 | ↘14 175 | ↘13 446 | ↘13 402 | ↘13 226 |
| 2013    | 2014    | 2015    | 2016    | 2017    | 2018    | 2019    |
| ↘13 104 | ↘12 880 | ↘12 710 | ↘12 623 | ↘12 460 | ↘12 269 | ↘12 133 |
| 2020    | 2021    |         |         |         |         |         |
| ↘12 099 | ↗12 304 |         |         |         |         |         |

Численность населения района составляет 1.18 % от населения области.

### Национальный состав
Около 93 % населения составляют русские. Также на территории района проживают представители других национальностей, в том числе сосланные сюда во времена ГУЛАГа: молдаване, белорусы, немцы, башкиры, украинцы, мордва, поляки и др. Есть местные общины коренных народов Сибири (остяки-селькупы).

## Муниципально-территориальное устройство
В муниципальный район входят 5 муниципальных образований со статусом сельских поселений.
| № | Муниципальное образование       | Административный центр | Количество населённых пунктов | Население (чел.) | Площадь (км²) |
| - | ------------------------------- | ---------------------- | ----------------------------- | ---------------- | ------------- |
| 1 | Могочинское сельское поселение  | село Могочино          | 3                             | ↘2986            | 1672,73       |
| 2 | Молчановское сельское поселение | село Молчаново         | 6                             | ↗6243            | 1795,90       |
| 3 | Наргинское сельское поселение   | село Нарга             | 3                             | ↘1553            | 309,41        |
| 4 | Суйгинское сельское поселение   | село Суйга             | 1                             | ↘568             | 2008,65       |
| 5 | Тунгусовское сельское поселение | село Тунгусово         | 6                             | ↘954             | 564,50        |

### Населённые пункты
В Молчановском районе 19 населённых пунктов.
| №  | Населённый пункт  | Тип     | Население | Муниципальное образование       |
| -- | ----------------- | ------- | --------- | ------------------------------- |
| 1  | Алексеевка        | деревня | ↘8        | Молчановское сельское поселение |
| 2  | Большой Татош     | деревня | ↘38       | Тунгусовское сельское поселение |
| 3  | Верхняя Фёдоровка | деревня | ↘62       | Тунгусовское сельское поселение |
| 4  | Гришино           | село    | ↘69       | Молчановское сельское поселение |
| 5  | Игреково          | село    | ↘96       | Могочинское сельское поселение  |
| 6  | Князевка          | деревня | ↘0        | Тунгусовское сельское поселение |
| 7  | Колбинка          | село    | ↘93       | Тунгусовское сельское поселение |
| 8  | Майково           | деревня | ↘101      | Молчановское сельское поселение |
| 9  | Могочино          | село    | ↘2447     | Могочинское сельское поселение  |
| 10 | Молчаново         | село    | ↗5810     | Молчановское сельское поселение |
| 11 | Нарга             | село    | ↘1164     | Наргинское сельское поселение   |
| 12 | Нефтебаза         | деревня | ↘15       | Наргинское сельское поселение   |
| 13 | Нижняя Фёдоровка  | деревня | ↘28       | Молчановское сельское поселение |
| 14 | Новая Тювинка     | деревня | ↘1        | Тунгусовское сельское поселение |
| 15 | Сарафановка       | село    | ↘374      | Наргинское сельское поселение   |
| 16 | Соколовка         | село    | ↘227      | Молчановское сельское поселение |
| 17 | Суйга             | село    | ↘568      | Суйгинское сельское поселение   |
| 18 | Сулзат            | село    | ↘443      | Могочинское сельское поселение  |
| 19 | Тунгусово         | село    | ↘760      | Тунгусовское сельское поселение |

| №  | Населённый пункт | Тип     | Год упразднения |
| -- | ---------------- | ------- | --------------- |
| 1  | Амбарцево        | деревня | 1970-е          |
| 2  | Былино           | деревня | 1972            |
| 3  | Золотое          | деревня | 2000            |
| 4  | Золотушка        | село    | 2009            |
| 5  | Ламеевка         | деревня | 2014            |
| 6  | Лысая Гора       | деревня | 2014            |
| 7  | Нижний Сор       | деревня | 1972            |
| 8  | Петропавловка    | деревня | 1979            |
| 9  | Полозово         | деревня | 1989            |
| 10 | Самоседовка      | деревня | 1980-е          |
| 11 | Смолокуровка     | деревня | 2004            |
| 12 | Усть-Чулым       | деревня | 1972            |
| 13 | Харск            | деревня | 1970-е          |

## Местное самоуправление
Главой района выбран Юрий Юрьевич Сальков

## Экономика
Основой экономики района является сельскохозяйственная деятельность.

### Сельское хозяйство
- Земледелие (рожь, овёс, картофель и др. корнеплоды);
- Животноводство (КРС, овцеводство);
- Дикоросы и использование природных ресурсов.

### Природные ресурсы
- Минерально-сырьевые
- Земельные, лесные, водные ресурсы

Земельные ресурсы составляют 635,1 тыс. гектаров. Из них — 431,3 тыс. га — земли лесного фонда, 139,12 тыс. га — земли с/х предприятий и граждан, 3,92 тыс. га — земли водного фонда, 7,9 тыс. га — земли населённых пунктов, 0,54 тыс. га — земли промышленности транспорта, связи; 52,3 тыс. га — земли запаса. Общая площадь использования земель сельскохозяйственных угодий составила в 2001 году 53,87 тыс. га, из которых 21,31 тыс. га — пашни, 132,56 га — кормовые угодья.
Отмечается небольшое увеличение площадей сельхозугодий за последние пять лет.
Средняя лесистость территории района — 76 %. Покрытая лесом площадь составляет 320 тыс. га, в том числе хвойных — 205 тыс. га., лиственных — 115 тыс. га. Запасы деловой древесины в районе составляют 35,2 тыс. м³, в том числе хвойной — 25,1 тыс. м³, лиственной — 10,1 тыс. м³. Расчётная лесосека составляет 334 тыс. м³.
На территории района сосредоточено около 4 % запасов подземных вод области. Прогнозные ресурсы подземных вод составляют 2441 тыс. м³/сут., утверждённые эксплуатационные запасы — 48,5 тыс. м³/сут.
- Охотничье-промысловые ресурсы

Молчановский район имеет потенциальные ресурсы для сбора дикоросов (грибов, ягод, кедровых орехов и т. д.). Биологические запасы грибов по Молчановскому району составляют 663,6 т. (1,3 % от запасов Томской области), эксплуатационные — 240,1 т. (1,3 %), а хозяйственные запасы — 136,2 т. (0,1 %).
- Рекреационные ресурсы

На территории района находятся государственный комплексный заказник «Верхне-Соровский», занимающий площадь 23,6 тыс. га, и Карегодский (ондатровый) государственный заказник, занимающий площадь 26,2 тыс. га, а также памятники природы:
- - Прогрессовский пруд — 0,01 тыс. га.
  - Озеро Колмахтун — 0,006 тыс. га.
  - Майковский кедровник — 0,11 тыс. га.
  - Тунгусовская роща — 0,068 тыс. га.

### Промышленность
Через территорию района проходят объекты нефтегазовой промышленности и трубопроводный транспорт этой промышленности. Транспорт также представлен объектами речного флота Обского бассейна и автомобильным сообщением (Томск-Колпашевский тракт).

## Достопримечательности
На территории района находится Верхне-Соровский государственный комплексный заказник; Карегодский (ондатровый) государственный заказник; к памятникам природы отнесены Прогрессовский пруд, озеро Колмахтон, Майковский кедровник, Тунгуссовская Роща.